# Gare d’Aulnoye-Aymeries
Gare d’Aulnoye-Aymeries vasútállomás Franciaországban, Aulnoye-Aymeries településen.

## Vasútvonalak
Az állomást az alábbi vasútvonalak érintik:
- Fives-Hirson-vasútvonal
- Creil–Jeumont-vasútvonal

## Kapcsolódó állomások
A vasútállomáshoz az alábbi állomások vannak a legközelebb:
- Gare de Hautmont
- Gare de Leval
- Gare de Hachette
- Gare de Berlaimont
- Gare du Quesnoy
- Gare d’Avesnes
- Gare de Fresnoy-le-Grand
- Gare du Cateau
- Gare de Maubeuge